# Teracotona rufipennis
Teracotona rufipennis là một loài bướm đêm thuộc phân họ Arctiinae, họ Erebidae.